# Hallvarsson & Halvarsson
Hallvarsson & Halvarsson är en svensk PR- och kommunikationsbyrå, som grundades av Mats Hallvarsson och Anders Halvarsson i Stockholm 1995. Den är idag en del av Aura group.
Grundaren Mats Hallvarsson kom från Veckans Affärer och Anders Halvarsson från Kreab,
I november 2012 bildades systerföretaget KW Digital, senare Comprend, för digitala tjänster under eget varumärke. I ma 2014 förvärvades pr-byrån Springtime  och sedan dess har ytterligare ett antal förvärvats. H&H Group (numera Aura group) hade 2018 intäkter på cirka 500 miljoner kronor omkring 400 medarbetare i Stockholm, Malmö, Linköping, London och Shanghai.
Sedan 2018 är Anna Grönlund Krantz vd.